# Ceca između ljubavi i mržnje (knjiga)
Ceca - Između ljubavi i mržnje je knjiga avtorja in jugoslovanskega novinarja Marka Lopušina, ki opisuje življenje srbske glasbenice Svetlane Ražnatović - Cece. 
Knjiga je izšla septembra leta 2003, le nekaj tednov po izhodu srbske pevke iz beograjskega pripora. Prva izdaja knjige je štela 3.000 izvodov. 
Ceca - Između ljubavi i mržnje je prva in obenem tudi najbolj znana knjiga o življenju srbske pevke. 
Srbska revija Novine je od maja do julija leta 2005 v devetih delih objavila najbolj zanimiva poglavja iz knjige.      

## Zgodovina nastanka knjige
Avtor Marko Lopušina se je za prvo knjigo o Cecinem življenju in karieri odločil, potem ko so pevko leta 2003 aretirali v policijski akciji Sablja. Knjigo o Ceci je označil kot zgodbo o Balkanu, njegovih narodih in usodah uspešnih ljudi.

## Vsebina
Knjiga je napisana v slogu življenjepisa. Avtor se skozi zgodbo osredotoča na pomembnejše dogodke v življenju Svetlane Ražnatović - Cece, med drugimi na njeno otroštvo, šolske uspehe in začetke glasbene kariere. Knjigo lahko uvrstimo v žanr fotoknjig, saj vsebuje več kot 40 fotografij, večinoma iz pevkinih osebnih albumov. 

## Poglavja
Knjiga vsebuje 24 poglavij, med drugimi tudi: "Uvod", "Cvetak zanovetak", "Blato i dijamanti", "Šta ću reći deci", "Cecini Obilići", "Veliki povratak", "Slavlje na Marakani" in "Izlazak iz tamnice". 

## Ostale informacije
- Urednik knjige: Vojin V. Ančić

- Oblikovanje: Milan Bogdanović

- Print knjige: Intergraf MM, Beograd

- Print knjige: Črnobeli

- Za izdajatelja: Novica Jevtić

- Pisava: Latinica

## Kritike
Kolumnist srbskega tednika Ekonomist, Miša Đurković je knjigo o Cecinem življenju in karieri označil za povsem običajno in hkrati finančno zelo uspešno potezo. Zapisal je, da je bogat fotografski arhiv dobra plat knjige, kot njeno pomanjkljivost pa je izpostavil na trenutke cenena in patetična besedila o pevkinem ljubezenskem življenju.